# A Copa Que Ninguém Viu e a Que Não Queremos Lembrar
A Copa Que Ninguém Viu e a Que não Queremos Lembrar é um livro dos escritores Roberto Muylaert, Armando Nogueira e Jô Soares, publicado no ano de 1994.

## Enredo
Espectadores anônimos no meio de duzentas mil pessoas, presenciaram o silêncio que se abateu sobre o Maracanã no fatídico 16 de julho de 1950. Não quiseram aprender a lição e, quatro anos depois, lá estavam os três assistindo ao Brasil perder a chamada "Batalha de Berna", na Suíça. Testemunhas oculares das duas derrotas fragorosas da seleção brasileira de futebol, Armando Nogueira, Jô Soares e Roberto Muylaert rememoram numa verdadeira linha de passe a Copa de 54, que quase ninguém viu, e a de 50, que quase todos querem esquecer. O resultado é um relato sem a amargura dos derrotados nem o ódio dos injustiçados. Afinal, as duas derrotas prepararam a seleção para as vitórias que levaram a taça Jules Rimet.